# Balthasar-Kraft-Haus

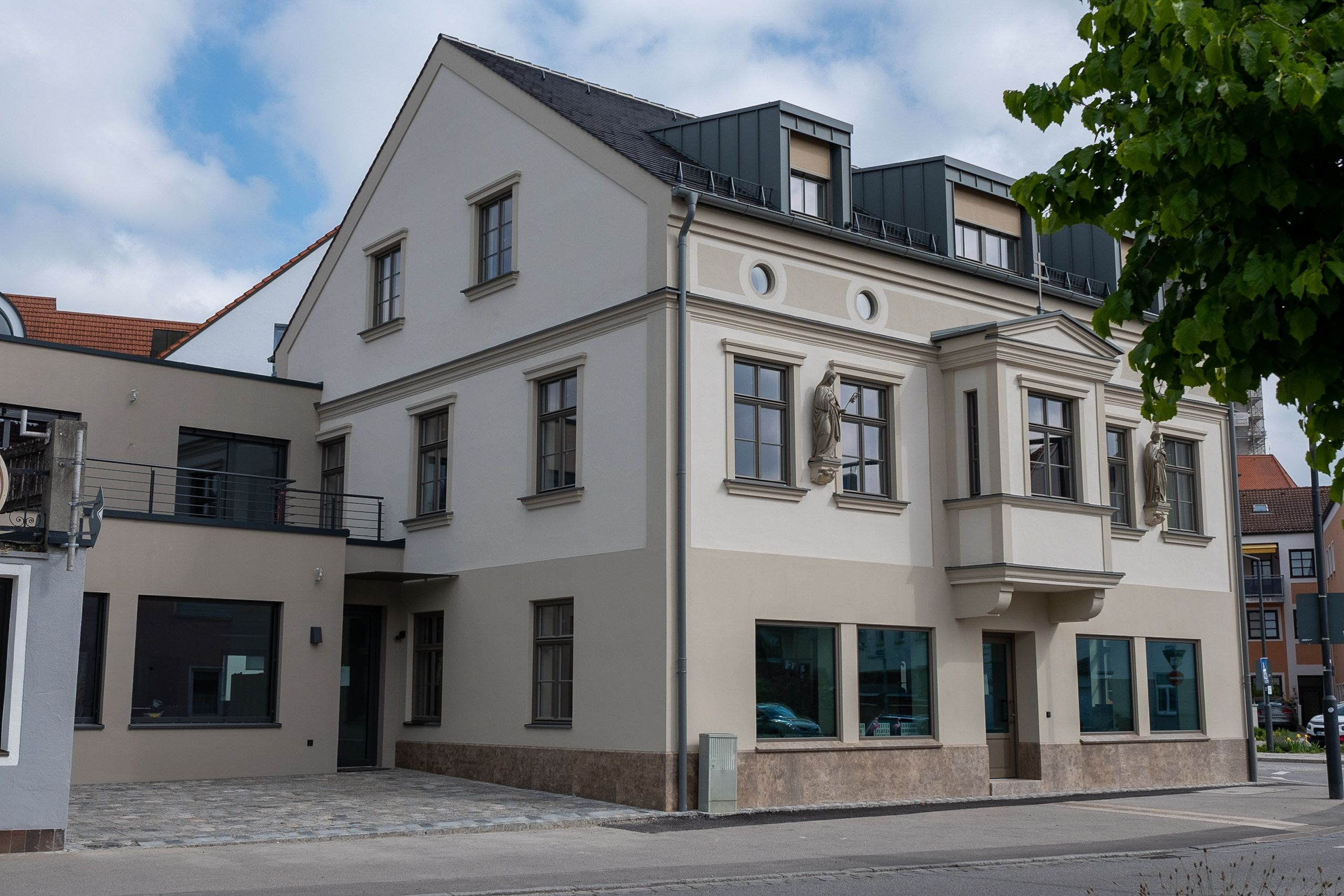
Scheyerer Straße 10 (2022)

Das Balthasar-Kraft-Haus ist ein historisches Wohn- und Geschäftshaus in Pfaffenhofen an der Ilm. Es wurde 1823 als eingeschossiges Bürgerhaus vor den Toren der Altstadt erbaut und ab 1857 vom Kirchenmaler Balthasar Kraft (1820–1889) bewohnt und umgestaltet. Kraft richtete darin eine „Kunstanstalt für kirchliche Arbeiten“ ein und erweiterte das Gebäude im Stil der Neurenaissance, einschließlich Fassadenschmuck und eines repräsentativen „Studiolo“ im Obergeschoss. Das Balthasar-Kraft-Haus gilt als Baudenkmal von regionaler Bedeutung und wurde nach längerem Verfall 2016 erneut unter Denkmalschutz gestellt. Nach einer umfassenden Restaurierung bis 2019 wird es heute teils gewerblich (Büros, Coworking) genutzt.

## Bau und Nutzung im 19. Jahrhundert

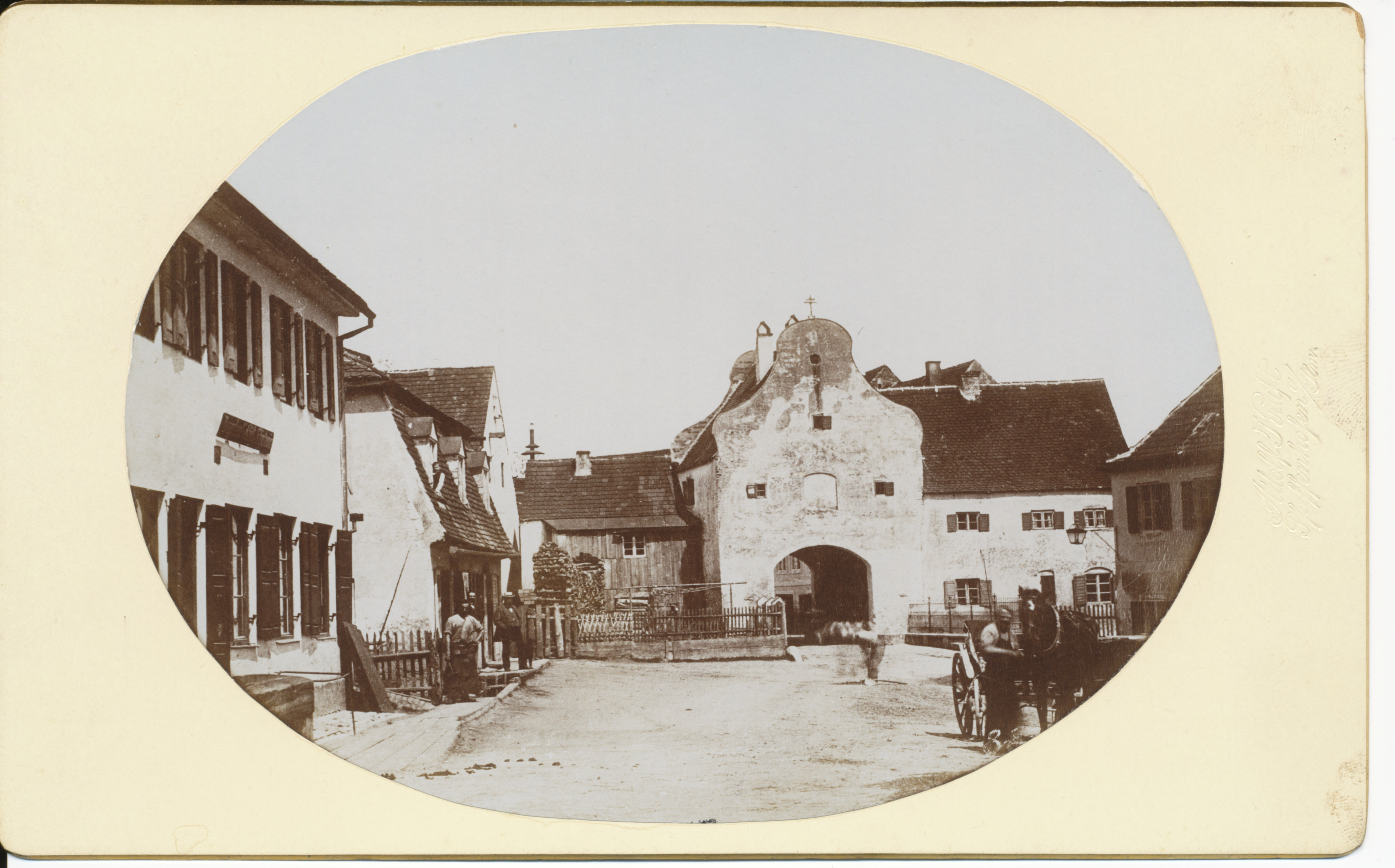
Als einstöckiges Haus, hinten links (vor 1857)

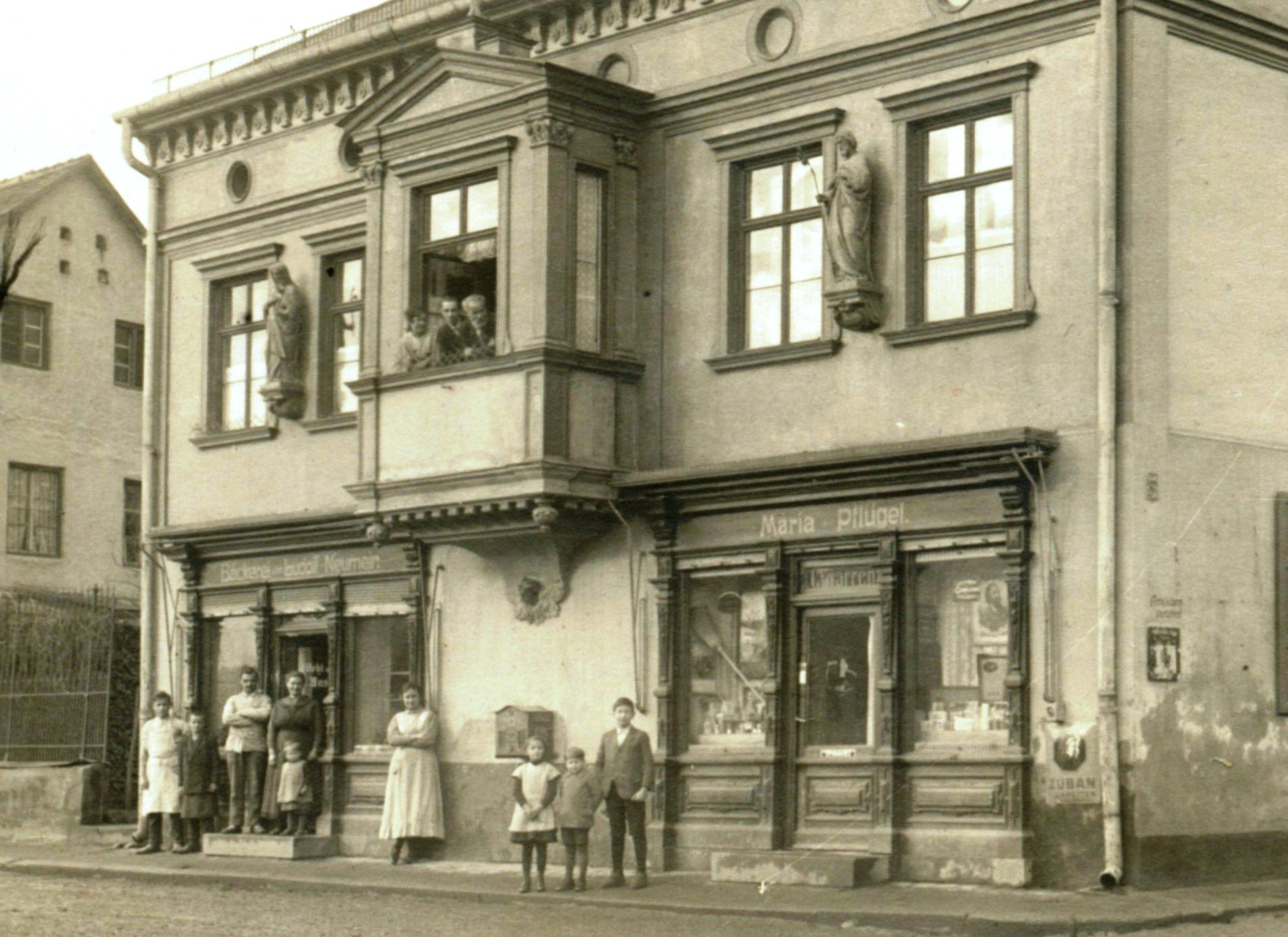
Aufgestocktes Gebäude mit Verkaufsläden (1890)

Das Gebäude wurde im Jahr 1823 von einem Lizentiaten namens Maurer als eingeschossiges Haus mit Mansarddach errichtet. Es stand vor der damaligen Stadtmauer nahe dem abgebrochenen Scheyerer Tor. 1857 erwarb Balthasar Kraft, ein gebürtiger Pfaffenhofener Kirchenmaler und Schreinermeister, das Anwesen. Kraft war ein erfolgreicher Kunsthandwerker, der Altäre, Kirchengestühle, Heiligenfiguren und insbesondere Heilig-Grab-Kulissen weit über die Region hinaus lieferte.
Nach dem Kauf gestaltete Kraft das Haus im historistischen Neurenaissance-Stil um und richtete darin seine Kunstanstalt für kirchliche Arbeiten ein. In den folgenden Jahren erfuhr das Haus mehrere Erweiterungen. 1874 fügte Kraft zwei Verkaufsläden und Schauräume im Gebäude ein. 1881 ließ er das Haus aufstocken und baute zur Straßenseite einen markanten Erker an. Hinter diesem Erker richtete er sich ein kleines Ausstellungs- und Arbeitszimmer ein – das sogenannte „Studiolo“, das vermutlich als Präsentationsraum diente. Die Fassade erhielt zu dieser Zeit zwei Nischenfiguren aus Kunststein: links Maria (mit der Aufschrift „Hl. Maria – unsere Zuflucht“) und rechts Josef („Hl. Joseph – unser Vorbild“), jeweils auf reich verzierten Konsolen. Zusammen mit einem Kreuz auf dem Erkerdach – dem Scheyerer Kreuz – demonstrierten diese Zugaben die offen zur Schau gestellte Frömmigkeit Balthasar Krafts.
Balthasar Kraft bewohnte und nutzte das Haus bis zu seinem Tod 1889. Anschließend führten seine beiden Schwiegersöhne, Josef Kiermeier und Franz Dax, die Kunstwerkstatt im Haus noch einige Jahre weiter. Für eine Übergangszeit ging das Gebäude an Krafts Sohn Adolf Kraft, der dort 1904 ein Fotoatelier einrichtete. Damit endete die Ära der Kunstanstalt im Balthasar-Kraft-Haus.

## Nutzung im 20. Jahrhundert

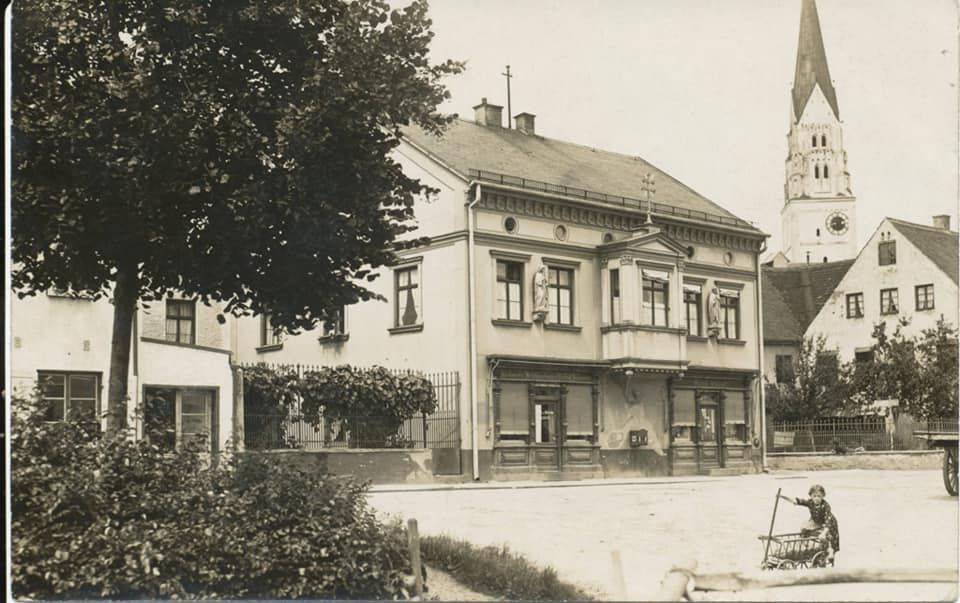
Erker mit Scheyerer Kreuz (ca. 1915)

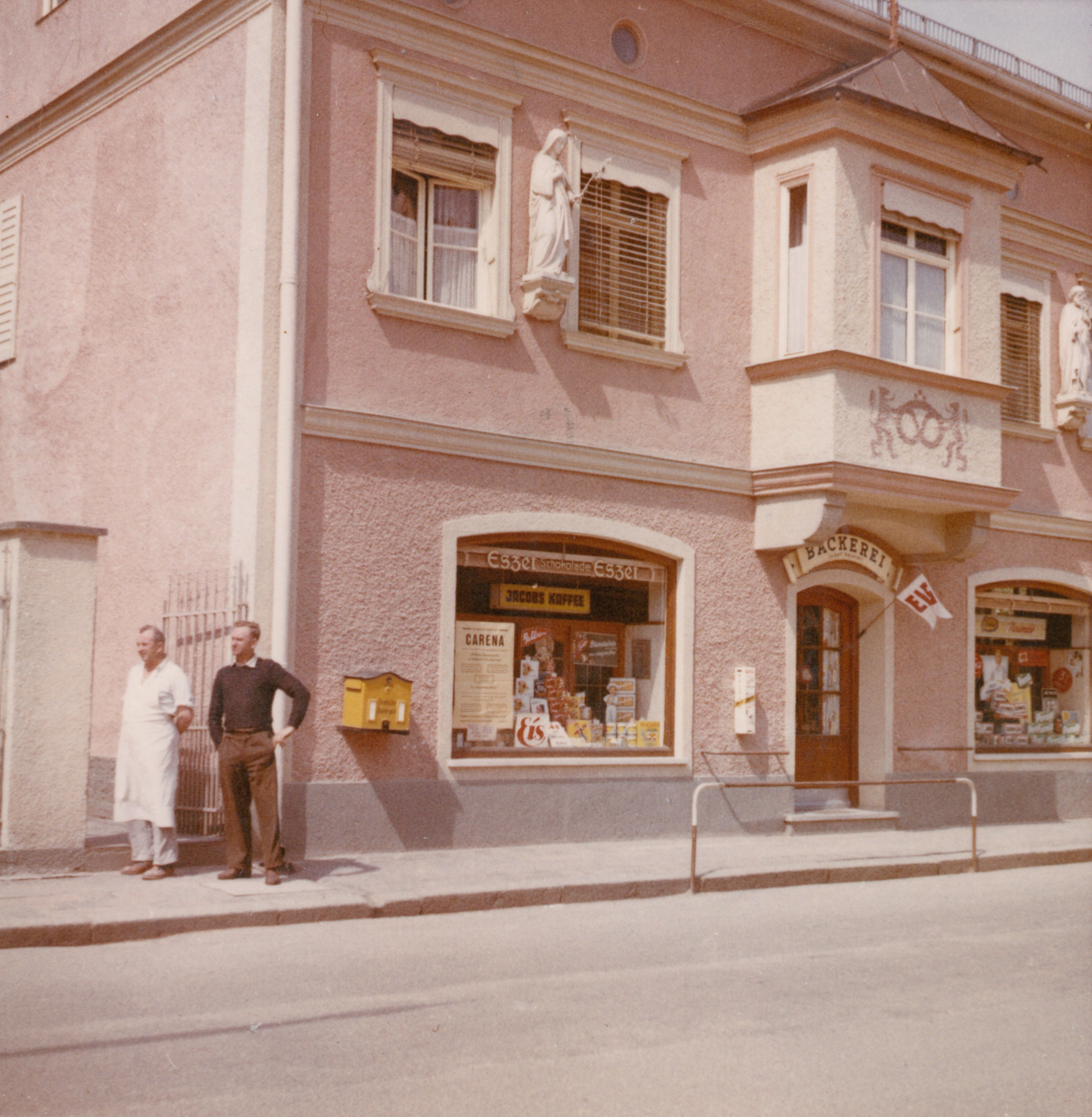
Bäckerei mit Tür unter dem Erker (1953)

Nach mehreren Besitzwechseln zog 1913 der Bäcker Ludolf Neumeir ins Erdgeschoss und betrieb dort eine Bäckerei, die rund 50 Jahre lang existierte. Neben der Bäckerei wohnten auch andere Mieter im Haus, darunter Karl Pflügel, der Oberbraumeister der Brauerei „Wohlherrn“, mit seiner Frau Maria Pflügel, die auf der Ostseite des Gebäudes ein Kolonialwarengeschäft führte. Ebenfalls lebte zeitweise der Textilchemiker Emil Koziel mit seiner Frau Berta Koziel und ihren drei Kindern Fritz, Alexander und Johanna, etwa 15 Jahre lang in dem Gebäude.
1960 ging das Haus in den Besitz der Familie Schattenhofer über. In den 1960er-Jahren wurden zahlreiche bauliche Veränderungen vorgenommen, die das Erscheinungsbild insbesondere im Erdgeschoss veränderten. Die Ladeneinheiten im Erdgeschoss erfuhren in den folgenden Jahrzehnten wechselnde Nutzungen – unter anderem befand sich dort jahrelang das Obst- und Gemüsegeschäft „Frucht-Ecke Pfab“. Trotz mancher Umbaumaßnahmen blieb die historische Bausubstanz im Wesentlichen erhalten; vor allem das Studiolo im Obergeschoss überstand die Jahrzehnte unversehrt.

## Denkmalschutz, Restaurierung und heutige Nutzung
Obwohl das Haus seit 1981 in der bayerischen Denkmalliste verzeichnet war, geriet seine besondere Bedeutung zeitweise in Vergessenheit. 2016 wurde das Balthasar-Kraft-Haus erneut unter Denkmalschutz gestellt. In der amtlichen Denkmalliste wird es als „zweigeschossiger Flachsatteldachbau mit Fassadenfiguren und Neurenaissance-Gliederung“ charakterisiert. Besonders hervorgehoben ist das vollständig erhaltene Studiolo von 1880.
Noch im selben Jahr, 2016, erwarb der Bauingenieur Wolfgang Eichenseher das Gebäude und restaurierte es umfassend. Unter anderem wurden die historischen Farbfassungen der Fassade rekonstruiert, und moderne Einbauten behutsam integriert. 2019 war die Sanierung abgeschlossen. Seitdem wird das Haus als Büro- und Gewerbefläche genutzt, unter anderem das gesamte Erdgeschoss durch das Echtland Coworking-Space.
Im Jahr 2020 gewannen die Eigentümer des Gebäudes den Erhaltungspreis des Heimat- und Kulturkreises Pfaffenhofen.

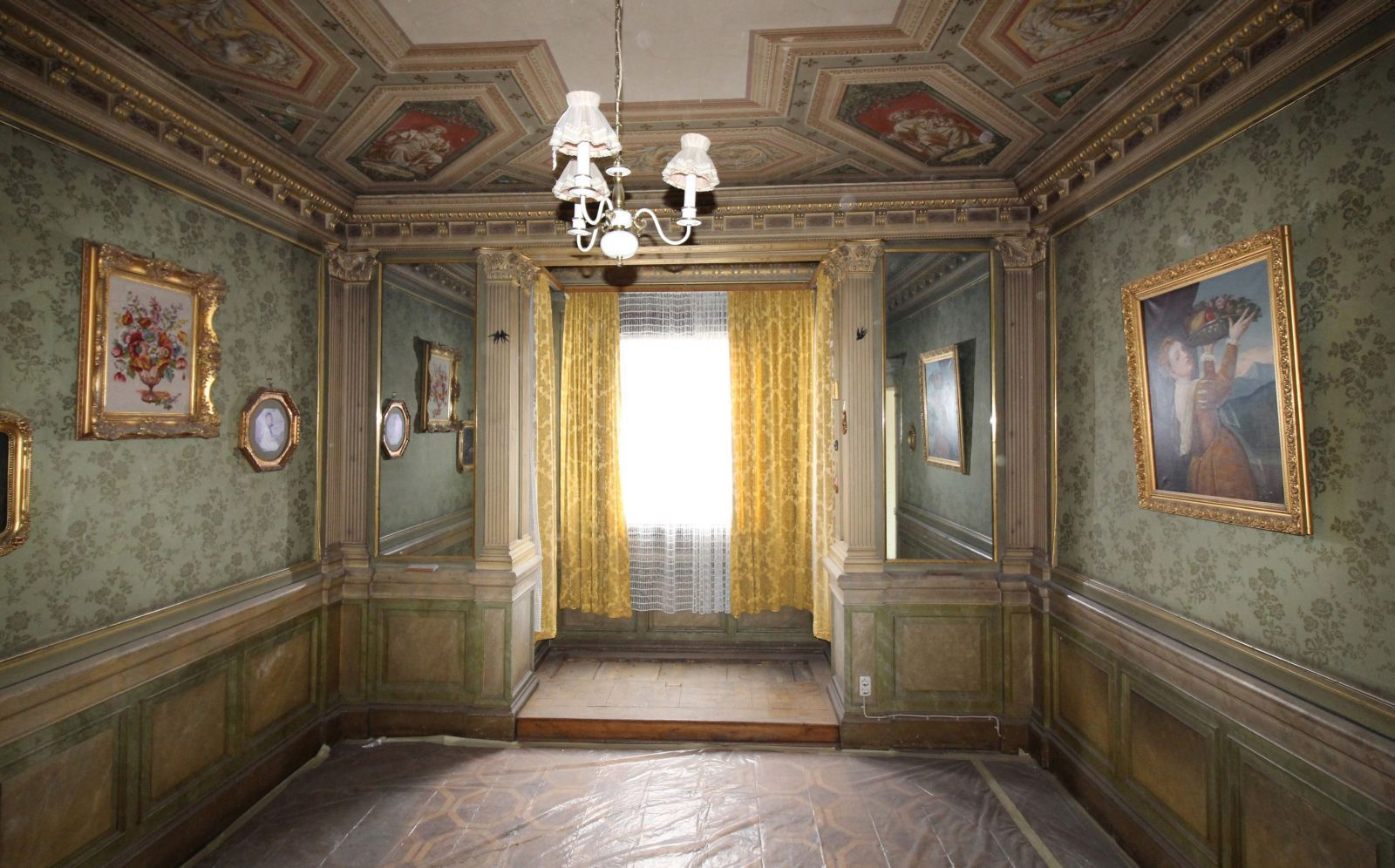
Studiolo
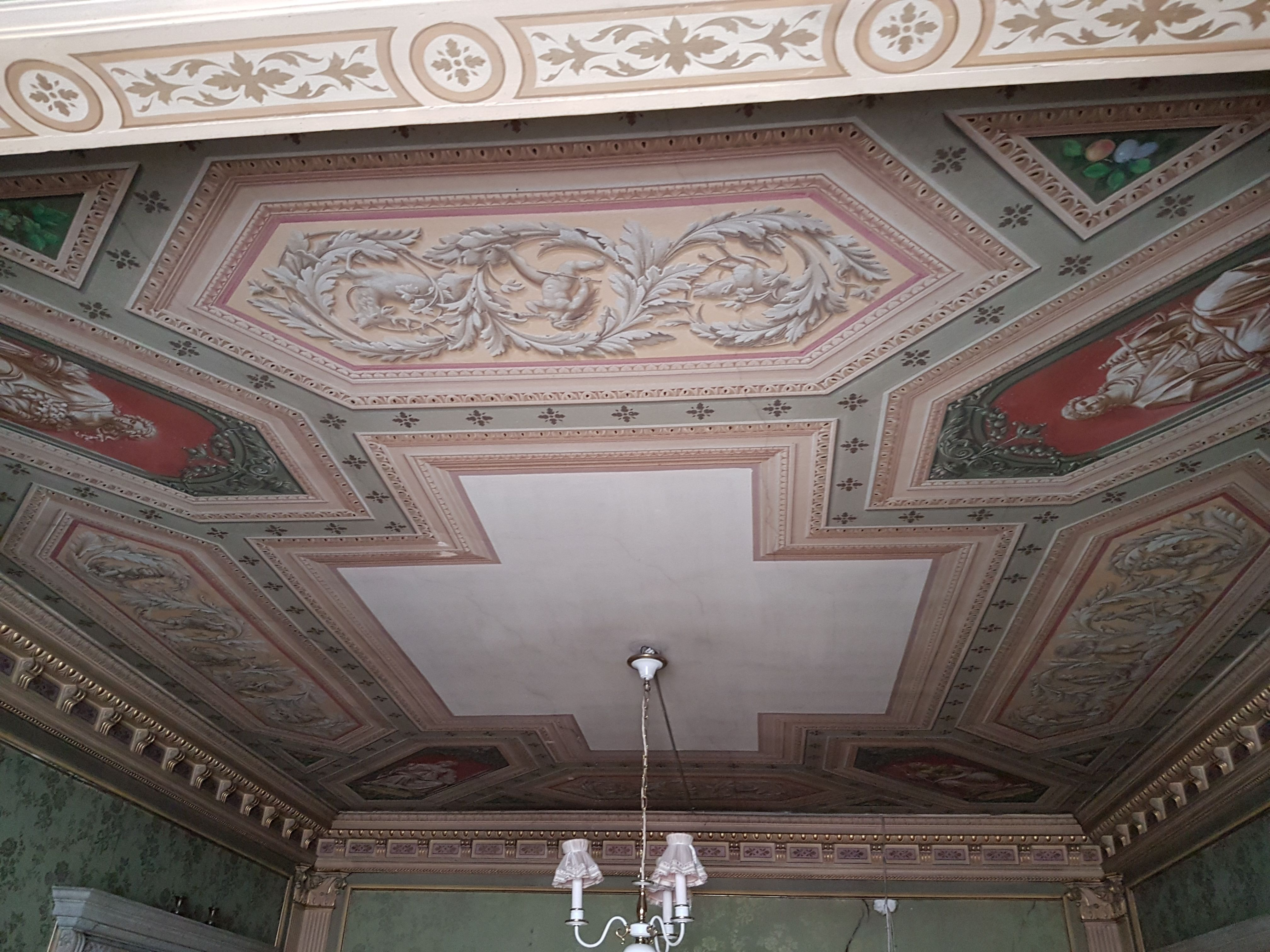
Deckenmalerei
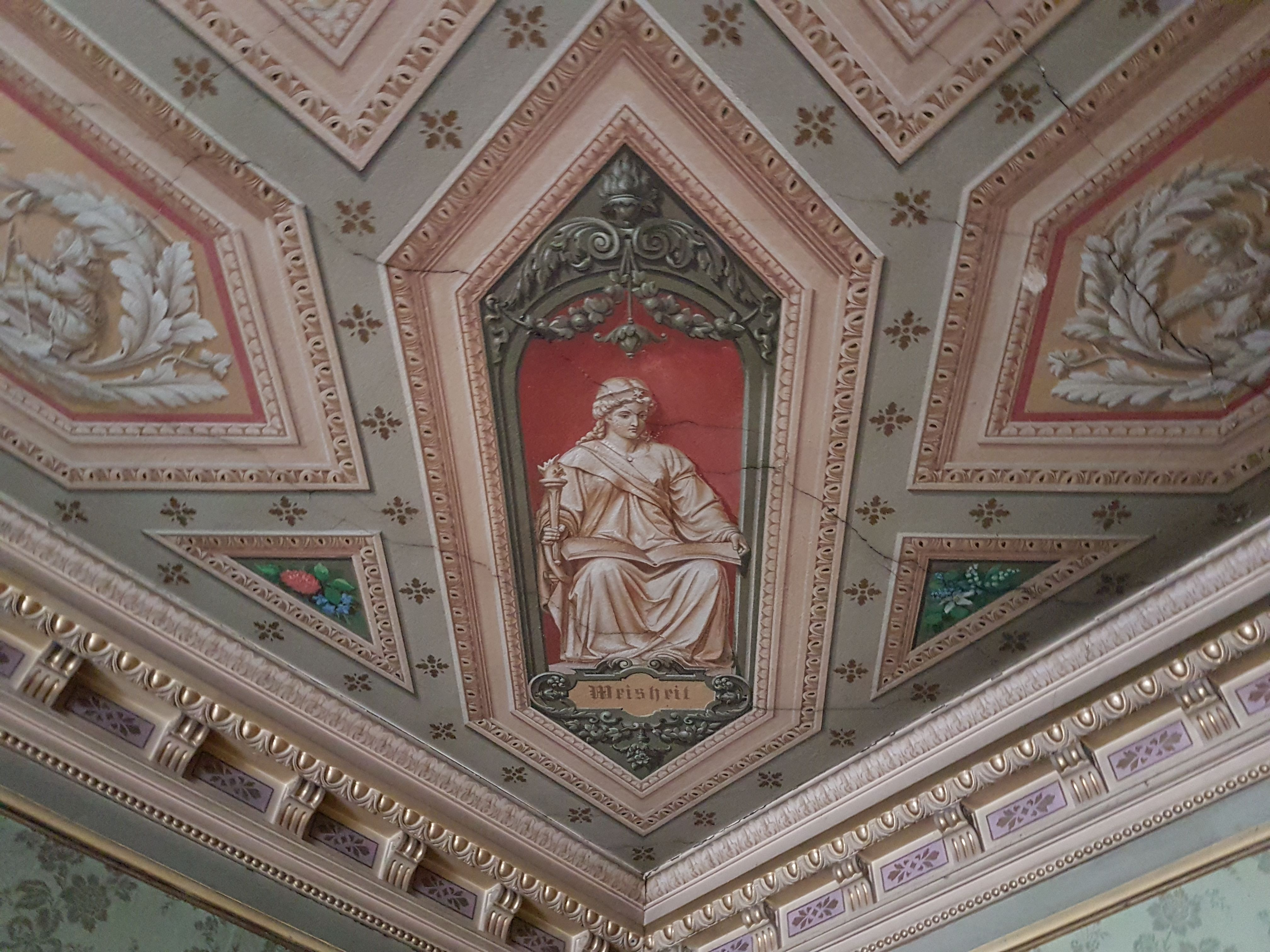
Detail „Weisheit“
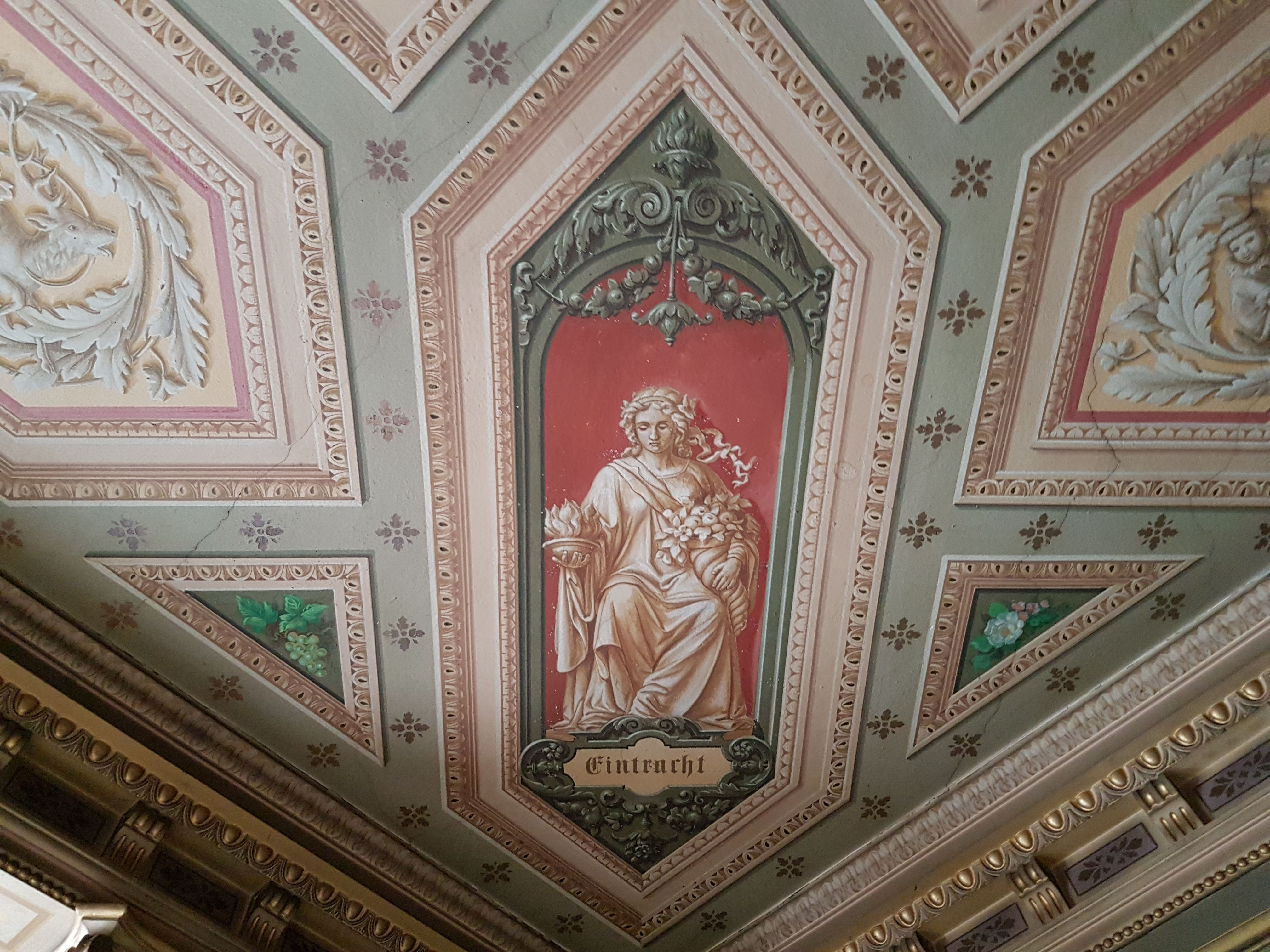
Detail „Eintracht“
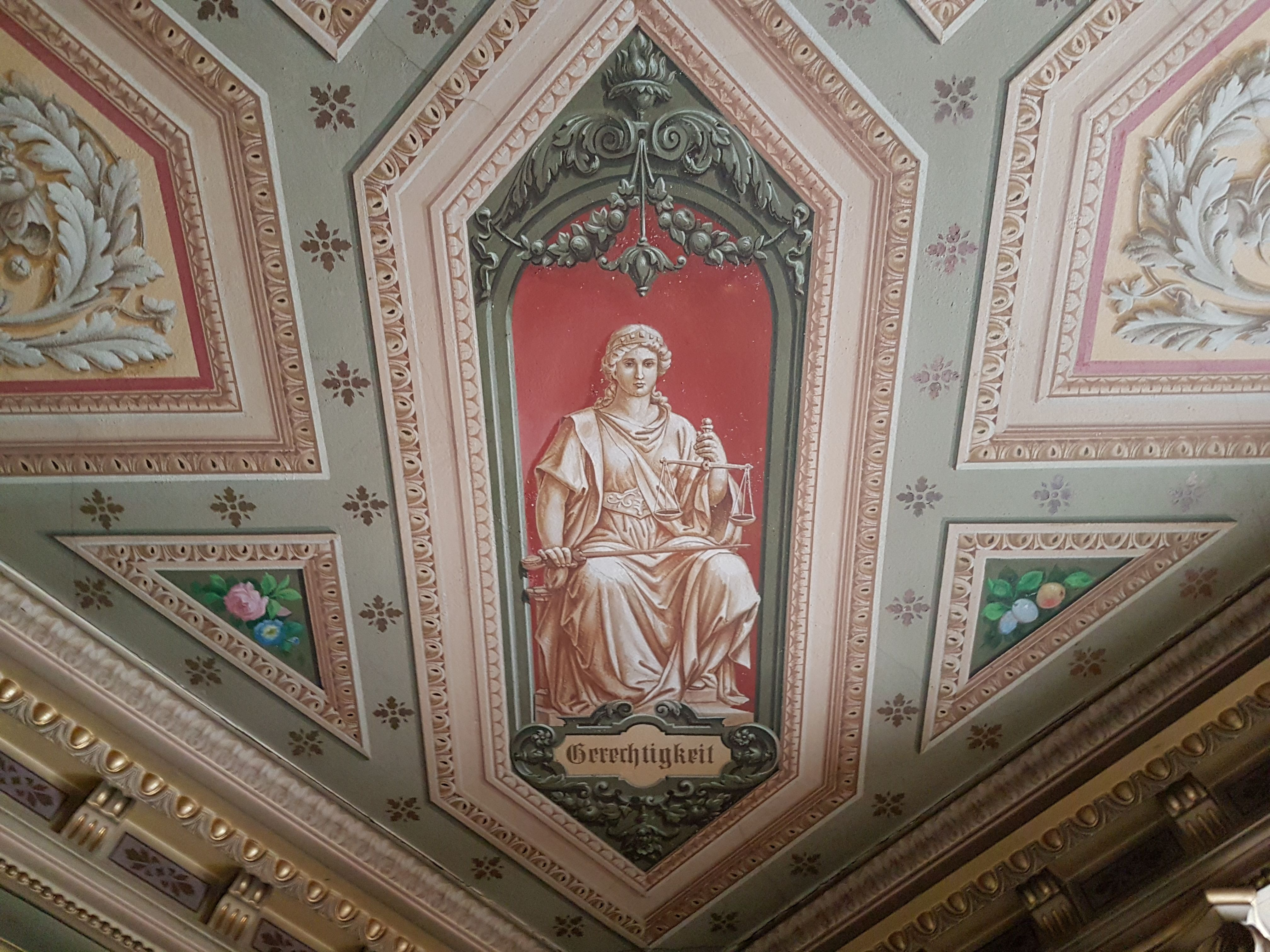
Detail „Gerechtigkeit“
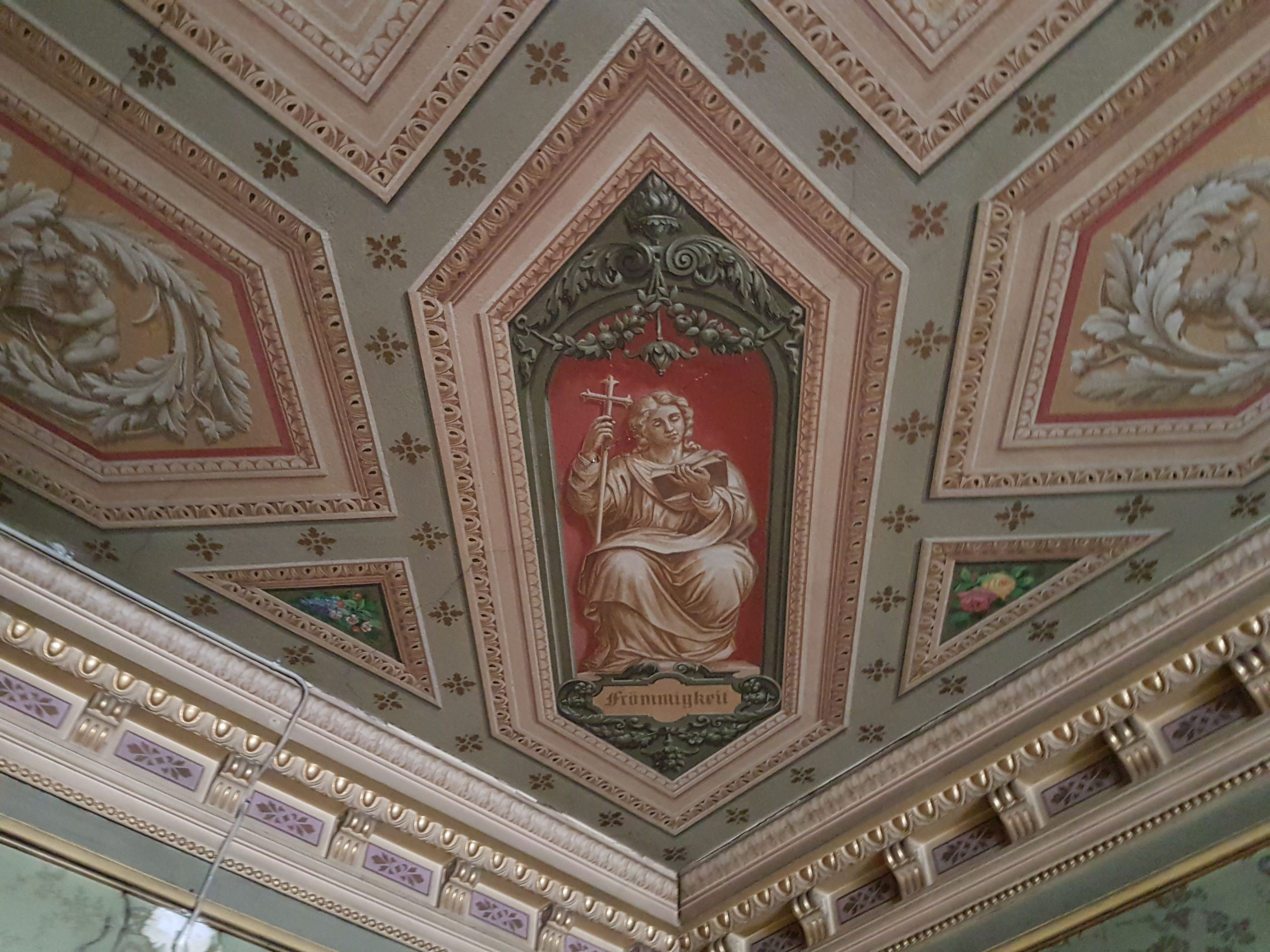
Detail „Frömmigkeit“
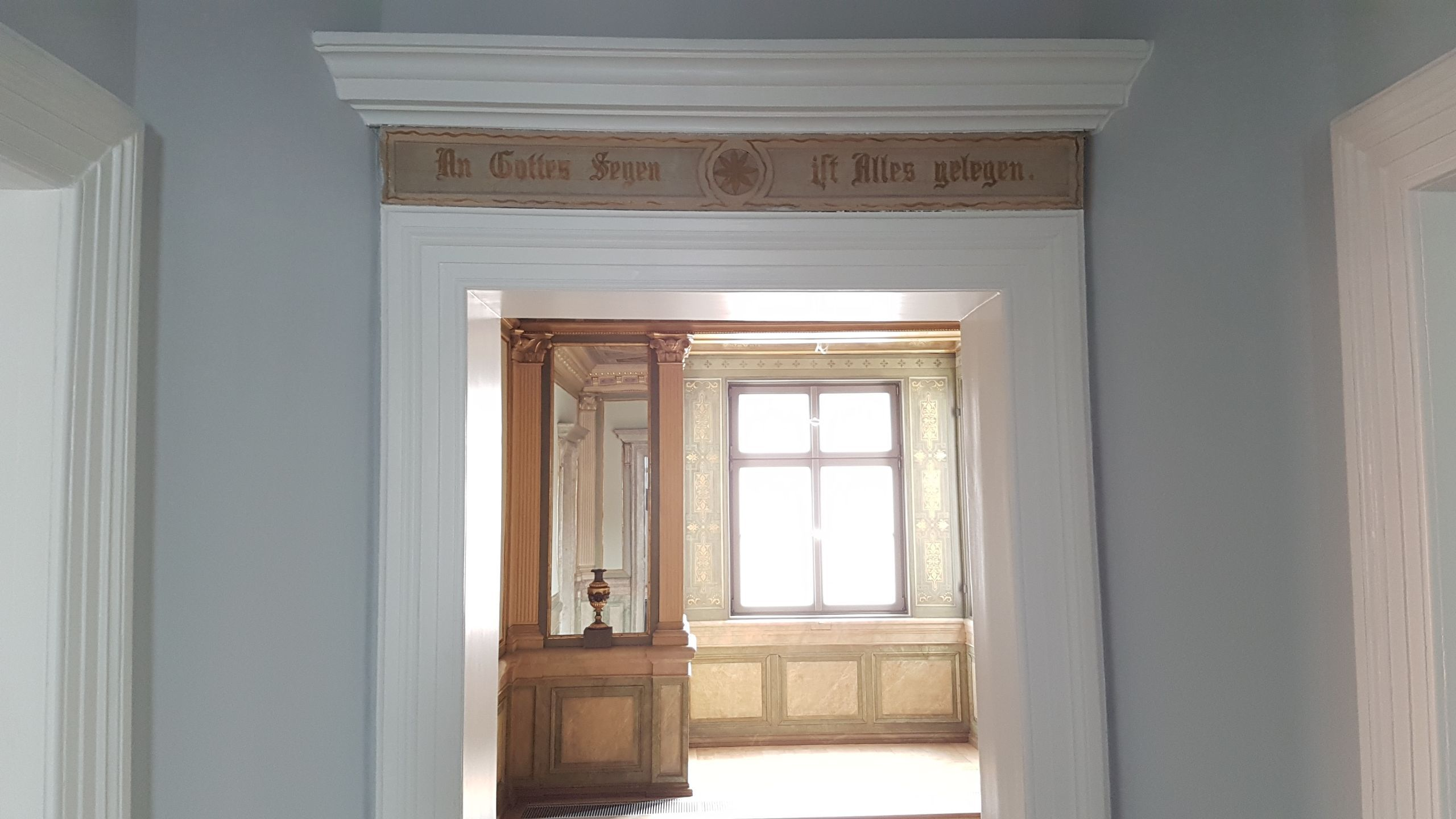
Studiolo-Eingang
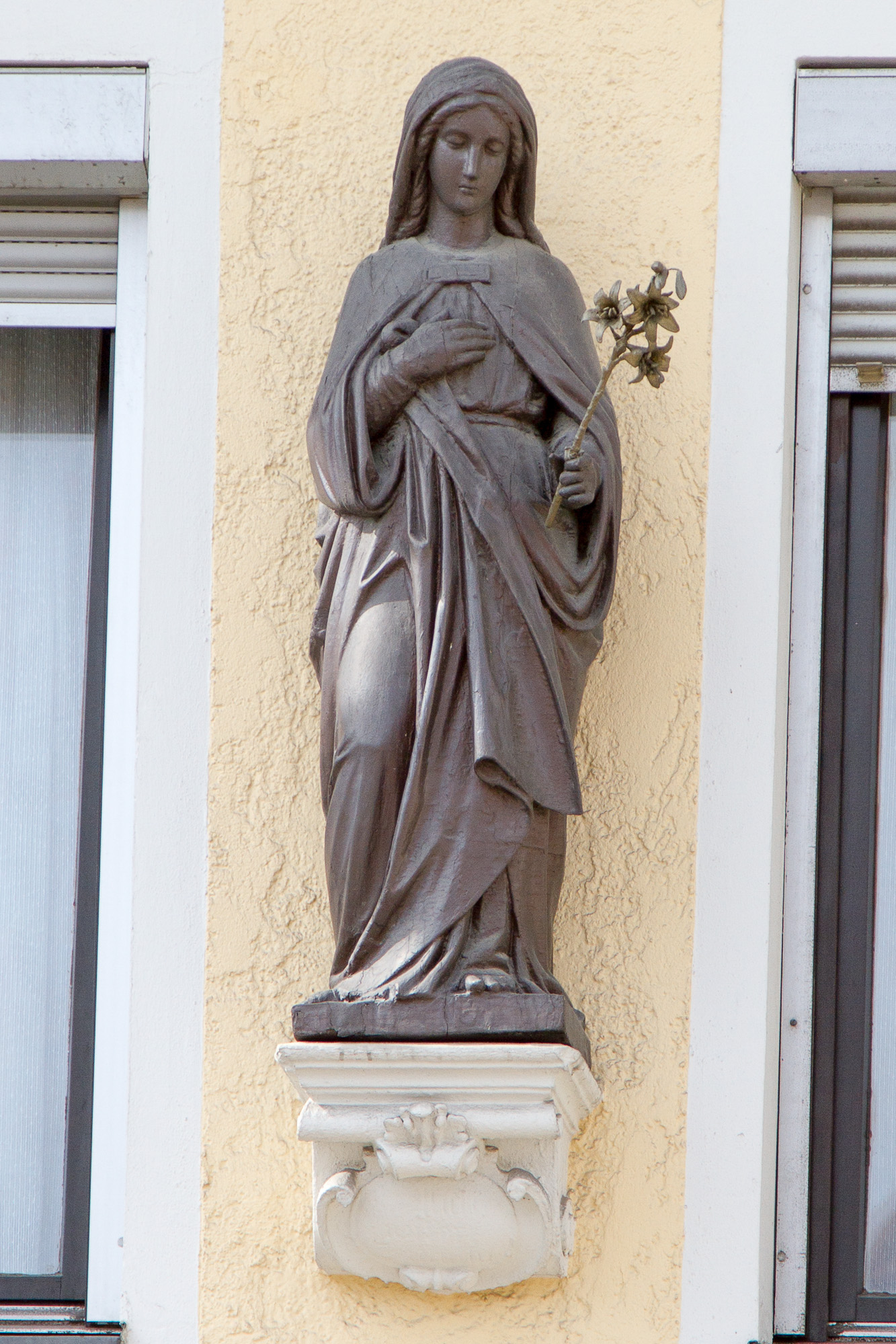
Hl. Maria – unsere Zuflucht
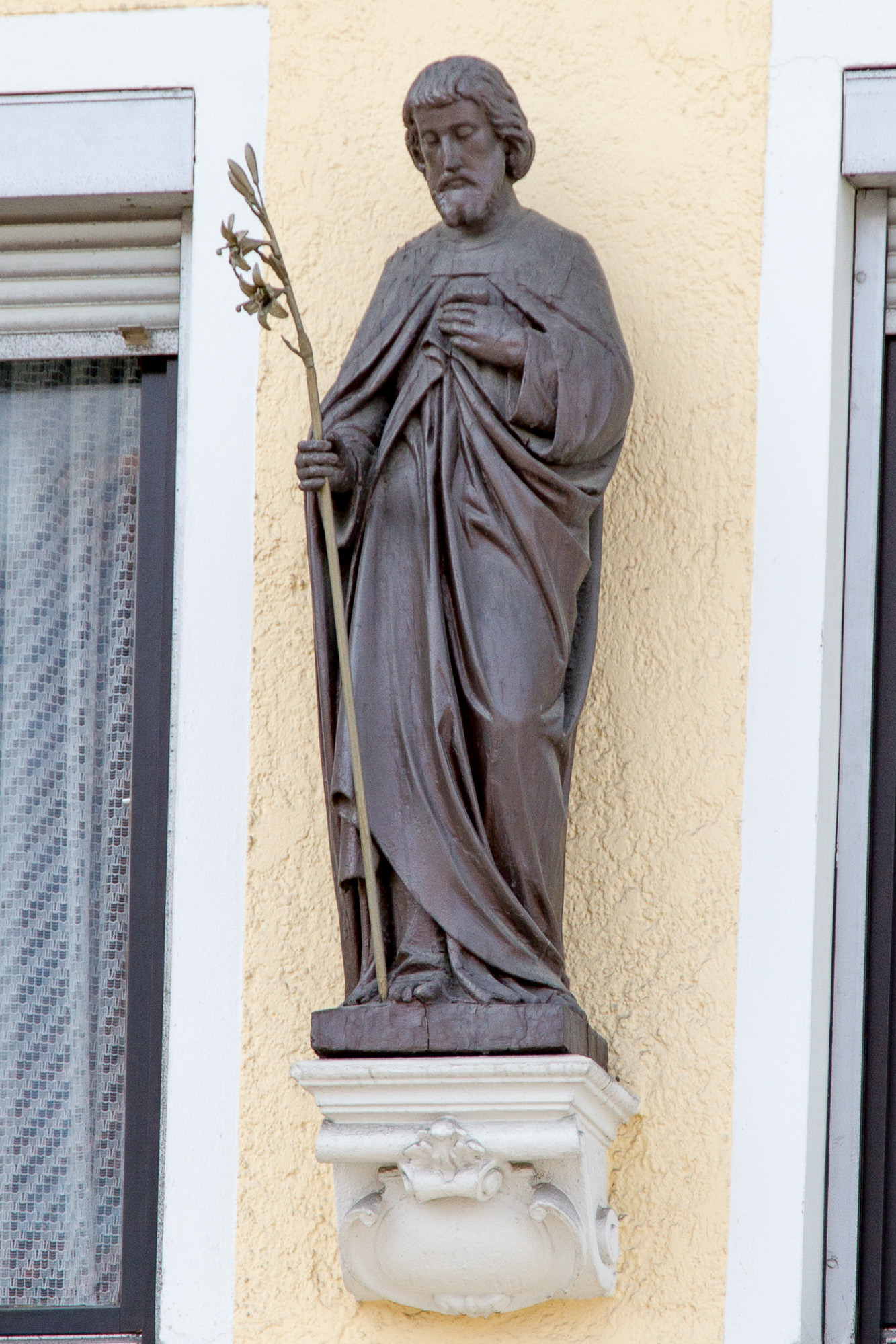
Hl. Joseph – unser Vorbild
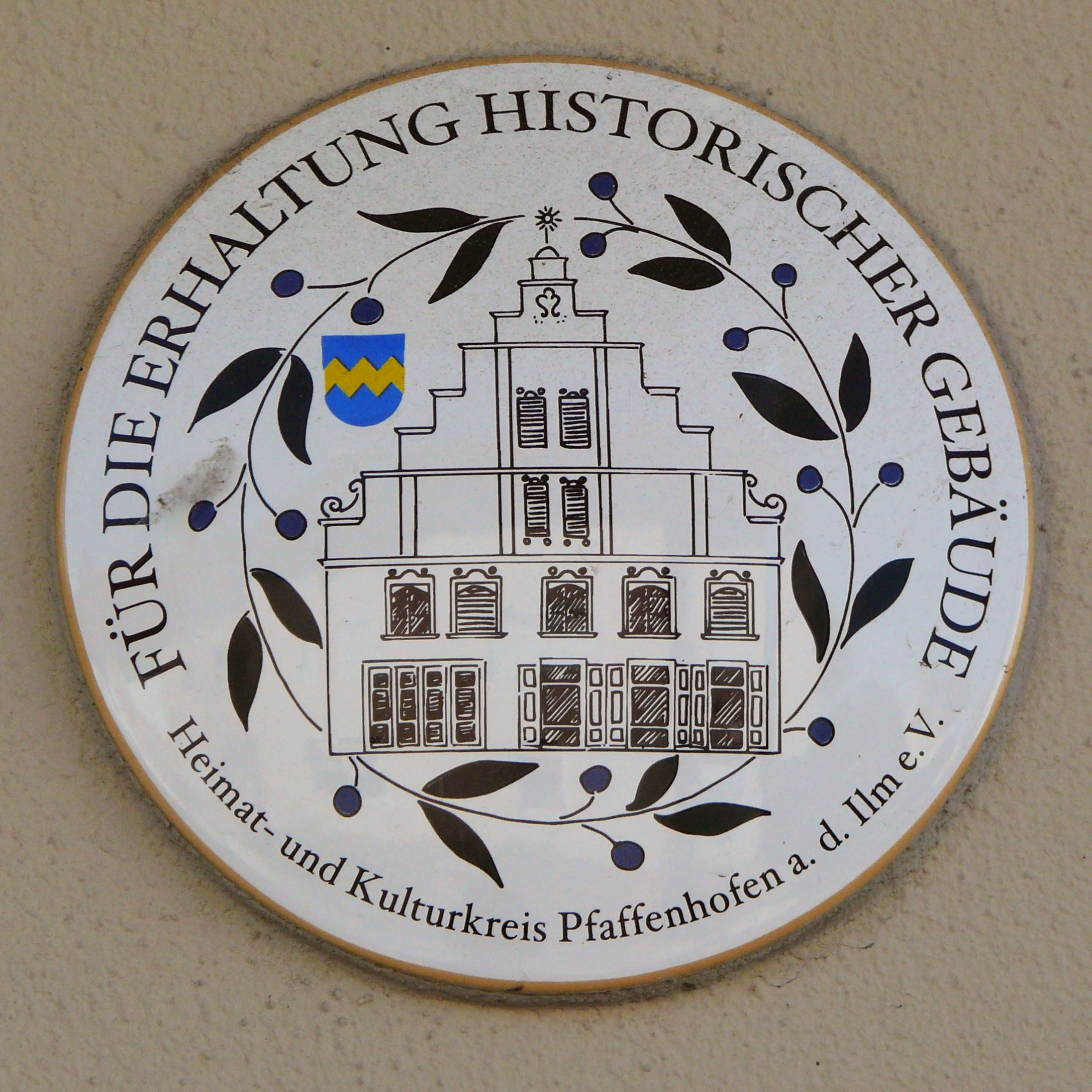
Erhaltungspreis des Heimat- und Kulturkreis Pfaffenhofen